# ساكيكو إيكيدا
ساكيكو إيكيدا (池田 咲紀子) (مواليد 8 سبتمبر 1992)، هي لاعبة كرة قدم كانت تلعب كحارس مرمى. ولعبت مع منتخب اليابان لكرة القدم للسيدات.

## وصلات خارجية
- ساكيكو إيكيدا على موقع الاتحاد الدولي (مؤرشف)  (الإنجليزية)
- ساكيكو إيكيدا على موقع قاعدة بيانات كرة القدم.إي يو (الإنجليزية)
- ساكيكو إيكيدا على موقع Soccerway.com (الإنجليزية)
- ساكيكو إيكيدا على موقع عالم كرة القدم.نت (الإنجليزية)
- ساكيكو إيكيدا على موقع أوليمبيديا (الإنجليزية)